# 長崎ケーブルメディア
株式会社長崎ケーブルメディア（ながさきケーブルメディア、Nagasaki Cable Media Inc.・通称：NCM）は、長崎県長崎市の一部をエリアとするケーブルテレビ局である。

## 概要
長崎市における都市型ケーブルテレビ局として、平成の大合併前の市域を主要エリアとする。地元有力企業が出資するが、民放は長崎放送だけが株主となっている。一方で長崎文化放送に出資する地元長崎新聞も出資している。
県外の民放テレビについては福岡県の民放（RKB毎日放送・九州朝日放送・福岡放送・テレビ西日本）を再送信していたが、系列の被りが無いTVQ九州放送を除いてはデジタル放送開始前に取り止めとなったが、これはNBCが反対した為というよりは地デジ化により山がちな長崎県内においては中継局が数多い故にUHFのチャンネルの空きがほとんど無く、「アナ・アナ変換」を機に県外波を受信出来なくなったという技術的な問題によるところが正確な理由のようである。
デジタル放送の配信は日本デジタル配信のシステムを使用している。なお長崎県内には隣県の佐賀県や大分県の様な県内事業者への配信を一括している再配信業者が無く、JC-HITSを採用している事業者もある。

## 歴史
- 1986年（昭和61年）11月1日 - 長崎ケーブルテレビジョン（ながさきケーブルテレビジョン）の名称で、サービス開始。
- 2000年（平成12年） - 現社名に変更。
- 2004年（平成16年）4月1日 - TVQ九州放送以外の福岡民放再送信を中止。
- 2008年（平成20年）12月1日 - TVQデジタル波の再送信を開始。
- 2012年（平成24年）5月7日 - 長崎市勝山町37番地にあった本社事業所を現在地に移転。

## サービスエリア
全て長崎県で、何れも一部に限られる。
- 長崎市
- 西海市
- 西彼杵郡長与町、時津町

## 主な放送チャンネル

### 地上波系列別再送信局
| NHK-G   | NHK-E   | NNN/NNS        | ANN          | JNN      | TXN         | FNN/FNS    | JAITS |
| ------- | ------- | -------------- | ------------ | -------- | ----------- | ---------- | ----- |
| NHK長崎 | NHK長崎 | 長崎国際テレビ | 長崎文化放送 | 長崎放送 | TVQ九州放送 | テレビ長崎 |       |

### テレビジョン放送
- ※は、別途個別に視聴契約が必要なチャンネル。

| デジタル    | 放送局                       |
| ----------- | ---------------------------- |
| D011(1)     | NHK長崎総合                  |
| D021(2)     | NHK長崎Eテレ                 |
| D031(3)     | NBC長崎放送                  |
| D041(4)     | NIB長崎国際テレビ            |
| D051(5)     | NCC長崎文化放送              |
| D071(7)     | TVQ九州放送                  |
| D081(8)     | KTNテレビ長崎                |
| D111(11)    | ncmコミュニティチャンネル    |
| D121(12)    | 長崎ケーブルメディア交通情報 |
| D122        | お天気チャンネル             |
| BS101(1)    | NHK BS                       |
| BS141(4)    | BS日テレ                     |
| BS151(5)    | BS朝日                       |
| BS161(6)    | BS-TBS                       |
| BS171(7)    | BSテレ東                     |
| BS181(8)    | BSフジ                       |
| BS191(9青)※ | WOWOWプライム                |
| BS192(9赤)※ | WOWOWライブ                  |
| BS193(9緑)※ | WOWOWシネマ                  |
| BS200(10)   | BS10                         |
| BS201(10)※  | BS10スターチャンネル         |
| BS211(11)   | BS11イレブン                 |
| BS222(12)   | BS12トゥエルビ               |
| BS231       | 放送大学                     |
| BS4K101(1)  | NHK BSプレミアム4K           |
| BS4K141(4)  | BS日テレ 4K                  |
| BS4K151(5)  | BS朝日 4K                    |
| BS4K161(6)  | BS-TBS 4K                    |
| BS4K171(7)  | BSテレ東 4K                  |
| BS4K181(8)  | BSフジ 4K                    |

- TVQは大牟田局からの電波を日見峠山腹で受信している。

## 福岡民放地上波再送信中止
当社は長年アナログ放送で福岡県の民放テレビ局を区域外再放送していたが、九州でデジタル放送が始まるより遥か前の2004年3月31日を以って県内局と系列が直には被らないTVQ以外の4局については取り止めた。
長崎県本土側は山地が多い為に平地が極端に少なく、これが諫早湾干拓事業とそれによる周辺県との軋轢の大きな基になっている。テレビジョン放送にもその影響が表れており、県本土側にはかなり多くのテレビジョン中継局が存在する。このため地上デジタルテレビ放送に伴うアナログ周波数変更（アナ・アナ変換）によってただでさえ少ないUHFチャンネルが更に逼迫し、一部地域では暫定設置の補間局をVHFチャンネルで運用せざるを得ない事態となった。この一連の事態で19ch送信をしていたTVQ以外の大牟田民放局と地元中継局のチャンネルが被るなどして受信出来なくなり、周波数確保が出来なくなったのが再送信中止に至った大きな理由である。
長野県の県都・長野市をエリアとする長野ケーブルテレビと境遇は似ているが、信越放送を始めとする地元民放局などから営業面で不満が出て再送信の為に必要な同意を得られなかった為に中止したという点で事情が異なっている。
アナログテレビジョン放送終了により県内のケーブルテレビ他局でも福岡民放の再送信取り止めが相次いだ他、当社でもデジアナ変換の対象からTVQが外された。
またTVQを視聴するにはトランスモレーション方式のみでミニプラン（BS・CSの無料放送およびムービープラス、スーパー!ドラマTVのみのコース）以上のコースの加入が必要となる。